# Gebhard Gritsch
Gebhard Gritsch (* 21. Dezember 1956 in Silz (Tirol)) ist ein österreichischer Leistungssport-Trainer und -Berater. Er war von 2009 bis 2017 und ab 2024 Fitnesstrainer und Berater des serbischen Tennisspielers Novak Đoković. Er lebt in Wien und Oetz.

## Werdegang
Gritsch studierte Sportwissenschaft und Sportmanagement an den Universitäten Innsbruck und Wien und erwarb 1985 seinen Master-Abschluss. Im Jahr 1994 promovierte er mit einer Dissertation zum Thema „Vom Talent Zum Tennisprofessional – Ein Beitrag zur Optimierung der Sportlichen Entwicklung im Tennis“ an der Universität Wien.
Gebhard Gritsch wirkte 20 Jahre im Bereich des Leistungs-Tennissports, einschließlich einer Tätigkeit als Nationaltrainer in den Philippinen, Indonesien und Neuseeland. Zurzeit berät er ein Olympisches Trainingszentren und deren Top-Athleten.
Die Fachpresse sah Gritsch häufig als wesentlichen Erfolgsfaktor für die Leistungen von Novak Đoković.